# Alexander Elgisarowitsch Budkin
Alexander Elgisarowitsch Budkin (russisch Александр Эльгизарович Будкин; * 8. September 1986 in Tscheljabinsk, Russische SFSR) ist ein russischer Eishockeyspieler, der zuletzt beim HK Sotschi in der Kontinentalen Hockey-Liga unter Vertrag stand.

## Karriere
Alexander Budkin begann seine Karriere als Eishockeyspieler in seiner Heimatstadt in der Nachwuchsabteilung des HK Traktor Tscheljabinsk, für dessen Profimannschaft er in der Saison 2003/04 sein Debüt in der Wysschaja Liga, der zweiten russischen Spielklasse, aktiv war. Anschließend spielte der Verteidiger fünf Jahre lang für den HK Dynamo Moskau in der Superliga bzw. ab der Saison 2008/09 in der neu gegründeten Kontinentalen Hockey-Liga, wobei er in der Saison 2004/05 parallel für Dynamos zweite Mannschaft in der drittklassigen Perwaja Liga, sowie Kristall Saratow in der Wysschaja Liga zum Einsatz kam. Nachdem er auch die Saison 2009/10 bei Dynamo Moskau begonnen hatte, kehrte er zu seinem Heimatclub HK Traktor Tscheljabinsk zurück.
Im Juni 2010 unterschrieb Budkin einen Vertrag beim OHK Dynamo, der aus der Fusion seines Ex-Clubs HK Dynamo Moskau und des HK MWD Balaschicha entstanden war, verließ diesen jedoch bereits im September 2010 wieder, ohne ein einziges KHL-Spiel für den OHK Dynamo bestritten zu haben. Für die Saison 2010/11 wurde er von Sewerstal Tscherepowez verpflichtet, wechselte aber schon im November 2010 innerhalb der KHL zum HK Spartak Moskau. Für Spartak absolvierte er in der Folge 87 KHL-Partien, ehe er kurz vor dem Jahreswechsel 2012/13 aus seinem Vertrag entlassen wurde. Anschließend war er vereinslos, ehe er im Mai 2013 vom HK Dynamo Moskau für zwei Jahre unter Vertrag genommen wurde.
Zwischen Sommer 2015 und November 2016 spielte er bei Torpedo Nischni Nowgorod, ehe er zum HK Metallurg Magnitogorsk wechselte und dort bis Saisonende noch 30 KHL-Partien absolvierte. In der Saison 2017/18 erhielt er nur wenige Einsätze im Kader von Metallurg und verließ den Klub daher im Mai 2018 zum HK Sotschi.

## Statistik
(Stand: Ende der Saison 2010/11)